# Терненго
Тернѐнго (на италиански: Ternengo; на пиемонтски: T'rneng, Търненг) е село и община в Северна Италия, провинция Биела, регион Пиемонт. Разположено е на 429 m надморска височина. Населението на общината е 300 души (към 2010 г.).